# I concerti live @ RTSI (video Mia Martini)
I concerti live @ RTSI è un DVD pubblicato nel 2007 dalla Edel Music, contenente il concerto registrato da Mia Martini alla Televisione Svizzera Italiana nell'ambito del programma Musicalmente, nel giugno 1982.
Tra i contenuti extra c'è un'intervista di Enzo Tortora alla cantante nel programma Si rilassi, andato in onda il 25 novembre 1974.
Nel 2009 ne è stata pubblicata su cd la sola versione audio (già apparsa tre anni prima in un volume del cofanetto L'universo di Mia Martini), mentre nel 2013 il concerto è stato nuovamente ristampato in due nuove edizioni pubblicate dall'etichetta NAR, stavolta in versione CD + DVD, compresi i contenuti extra.

## Contenuto
- Nanneò
- E ancora canto
- Ti regalo un sorriso
- Sono tornata
- Danza
- Stai con me
- Inno
- Piccolo uomo
- Amanti
- Valsinha
- Minuetto
- Vola
- E non finisce mica il cielo
- Just the Way You Are
- La costruzione di un amore

Contenuti Extra
- "Le canzoni di Mia Martini":
- Almeno tu nell'universo
- Gli uomini non cambiano
- Imagine (con Andrea Mingardi e Kenny Moore)
- L'uva fogarina (con Renzo Arbore)
- Donna
- Enzo Tortora intervista Mia Martini (25 novembre 1974)